# Porcellio latus
Porcellio latus is een pissebed uit de familie Porcellionidae. De wetenschappelijke naam van de soort is voor het eerst geldig gepubliceerd in 1875 door Uljanin.